# 焼玉式焼夷弾

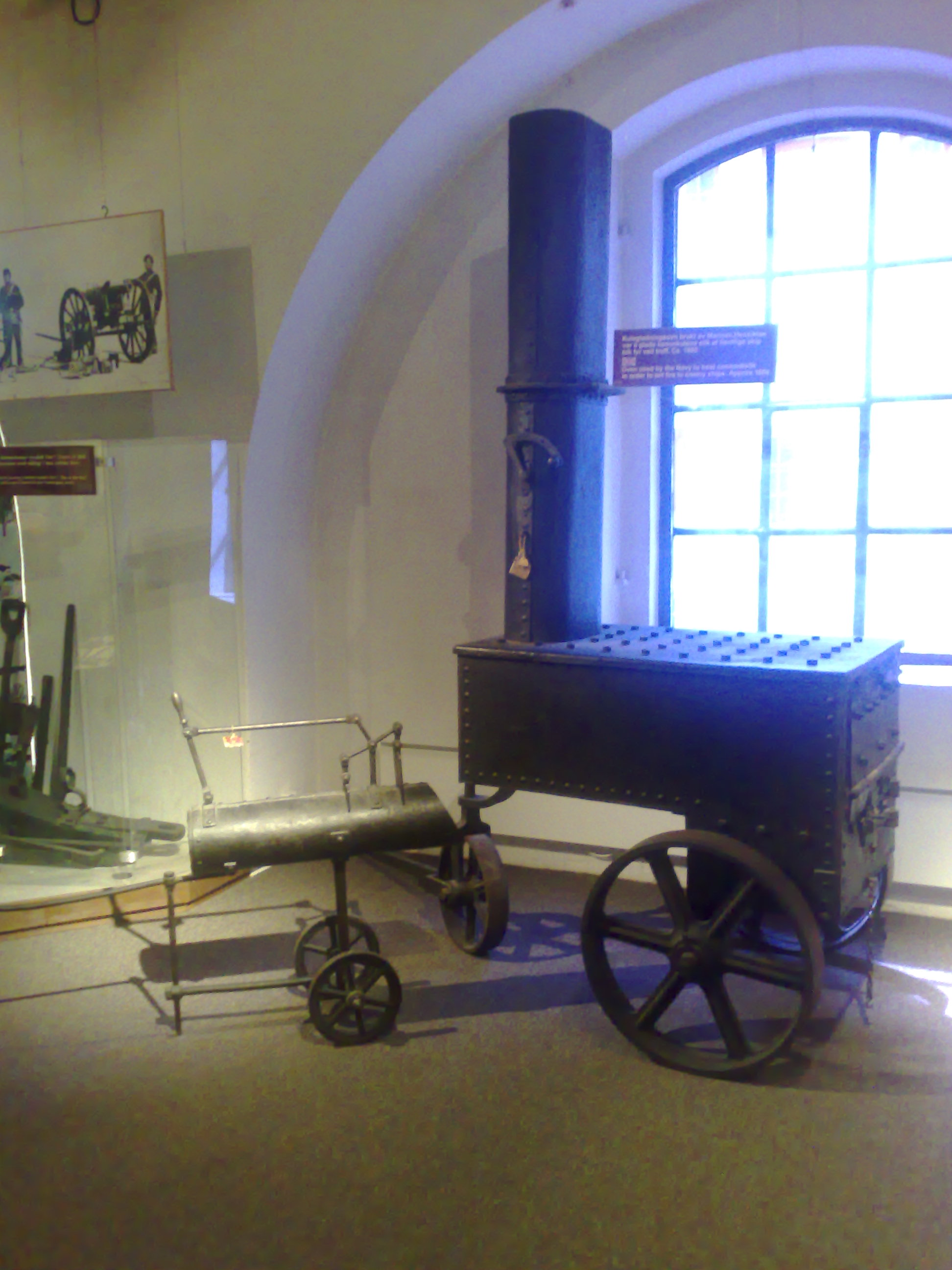
砲弾加熱炉。ノルウェー海軍が1860年代に使用。

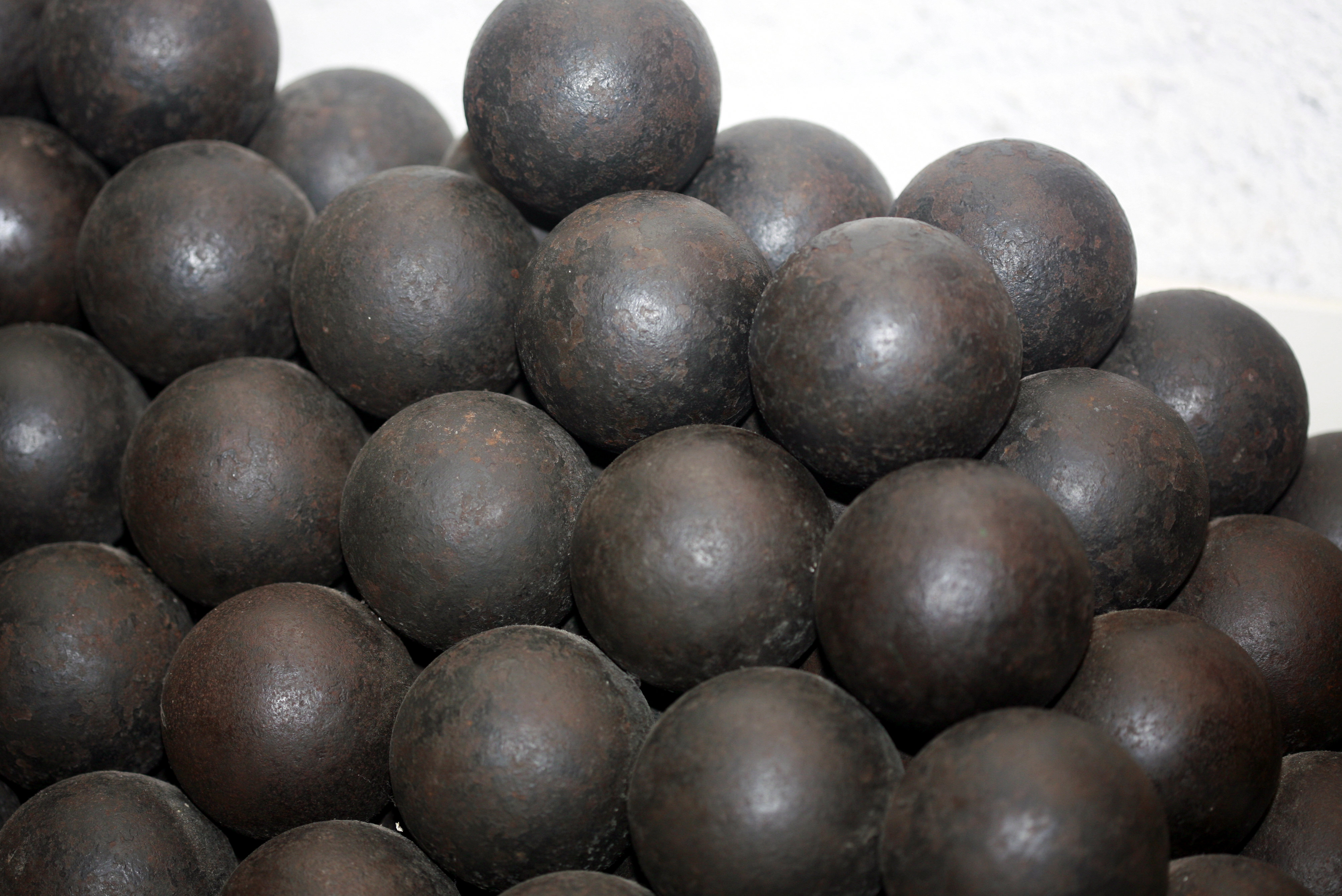
当時使用されていた砲弾。

焼玉式焼夷弾（やきだましきしょういだん）とは、19世紀後半まで使用されていた焼夷弾の一種である。鉄などでできた砲弾を加熱してから発射し、目標に火災を発生させることをねらう。単に焼玉とも言い、あるいは英語からの和訳書ではホット・ショット（Hot shot）とすることもある。
初期の大砲の砲弾は鉄や石の球体そのもの（砲丸、ラウンドショット）で、目標に命中しても爆発することはなかった。そこで、破壊力を高めるために、砲弾を炉で真っ赤になるまで加熱してから大砲に装填して発射したのが焼玉である。命中するとその高熱で木や布などの可燃物を発火させた。軍艦が木造だった時代には、火災を引き起こさせる兵器としてそれなりに効果があったと言われている。このために、欧米では大砲と一緒に移動する砲弾加熱炉（右図参照）を装備していた。
ただし、軍艦同士の砲撃戦においては、砲弾加熱炉自体が火災の原因になるため、焼玉式焼夷弾は専ら陸上からの対艦砲撃に用いられた。装填するときには砲弾の熱で発射薬に引火しないように、粘土を間に挟んで遮熱を図るなど、細心の注意を払うことが必要だった。
炸薬が詰められた榴弾が開発されても、初期のものは信管不良で不発になることが多かった。また、時限信管では爆発のタイミングの制御も難しかったため、焼玉もなお比較的信頼性の高い兵器として使用された。その後、信管の精度と信頼性が向上するのに伴い、完全に榴弾に置き換わり使用されなくなった。
日本でも幕末に焼玉が使用された。対艦戦闘のほか、攻城戦の際にも使用された。防御側の対抗策として、着弾した焼玉を濡らした布などで包みこんで発火を防ぐ方法があり、「焼玉押さえ」と呼ばれた。欧米から榴弾が輸入され広まると、日本でも次第に使用されなくなった。